# Tetramesa puccinellae
Tetramesa puccinellae är en stekelart som beskrevs av Zerova 1976. Tetramesa puccinellae ingår i släktet Tetramesa och familjen kragglanssteklar.
Artens utbredningsområde är:
- Tyskland.
- Ukraina.

Inga underarter finns listade i Catalogue of Life.